# اچ‌ام‌اس چیلکومپتون (ام۱۱۲۲)
اچ‌ام‌اس چیلکومپتون (ام۱۱۲۲) (به انگلیسی: HMS Chilcompton (M1122)) یک کشتی بود که طول آن 153 ft بود. این کشتی در سال ۱۹۵۳ ساخته شد.